# Gare d'Orbe
Pour un article plus général, voir Ligne Orbe – Chavornay.
La gare d'Orbe est une gare ferroviaire suisse de la ligne Orbe – Chavornay. Elle est située au centre de la commune d'Orbe dans le canton de Vaud, au-dessus de la rivière du même nom.

## Situation ferroviaire
Établie à 470 mètres d'altitude, la gare d'Orbe, située au point kilométrique (PK) 0,00 : de la ligne Orbe – Chavornay (no 211), est son point de départ. Elle est immédiatement suivie par la halte de Saint-Éloi.
La gare a une disposition en cul-de-sac, le bâtiment pour les voyageurs est situé sur le côté est de la gare et les voies sont entourées de remises et des ateliers et dépôts de la ligne. Cette dernière est électrifiée en courant continu sous une tension de 750 V.

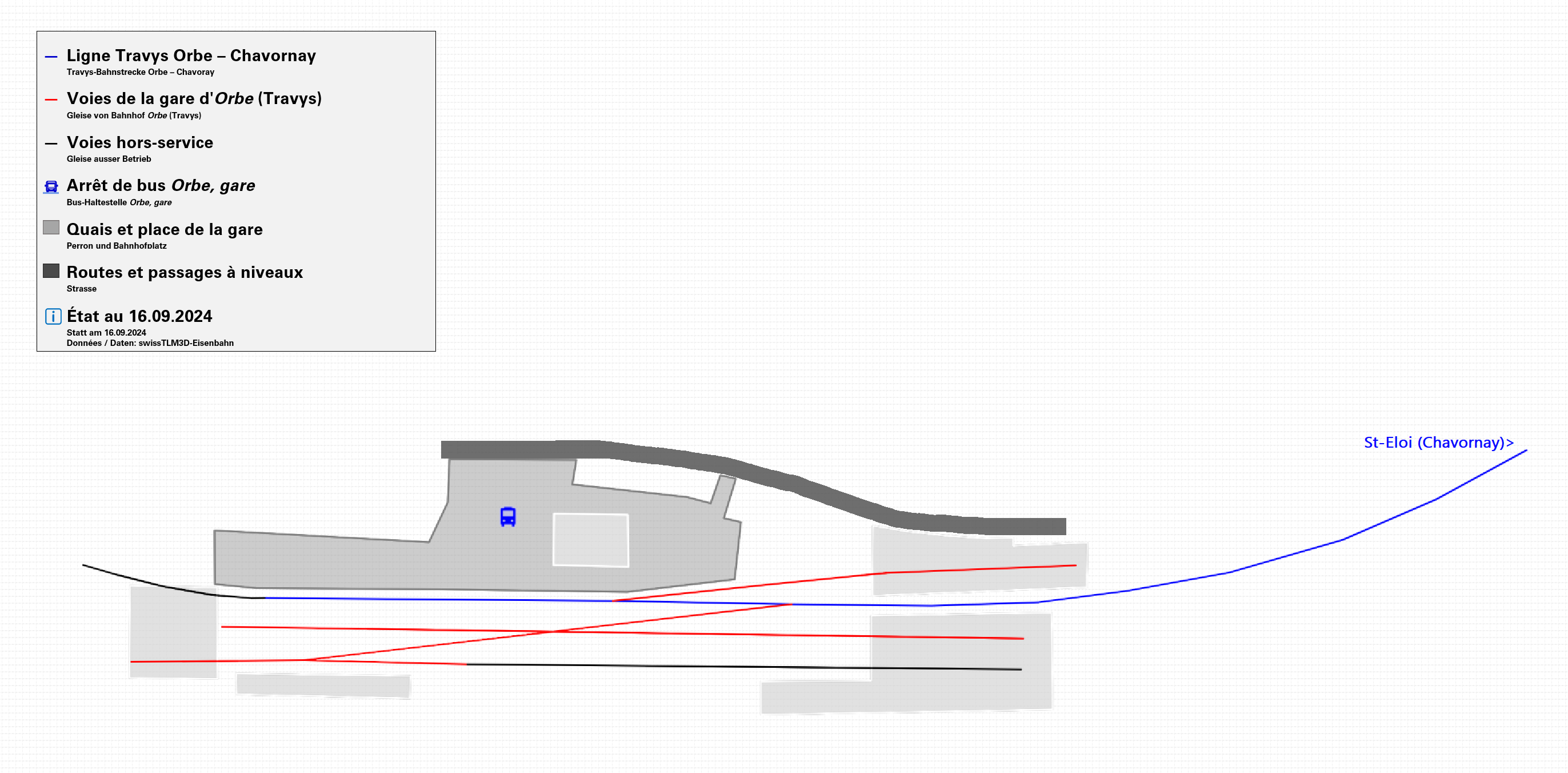
Plan de voie de la gare d'Orbe en 2024, inchangé depuis les années 1905. Seuls changements observés en 120 ans d'exploitation : la voie principale raccourcie de quelques mètres et la 3e voie du dépôt remblayée au printemps 2024.

## Histoire
Le 30 juin 1893, la construction du bâtiment de la gare est donnée à un consortium local pour les différents travaux de maçonnerie, de charpente et de ferblanterie pour une somme de 16 279,91 CHF. Il s'agit alors du seul bâtiment construit en dur que possède la société anonyme des usines de l'Orbe.
La gare d'Orbe est mise en service le 17 avril 1894, sans inauguration, par la Société anonyme des usines de l'Orbe avec l'ouverture de la ligne Orbe – Chavornay. En 1918, la gare est agrandie avec notamment la construction d'un dépôt de locomotives avec atelier.
Dans son schéma directeur du développement d'Orbe, la municipalité de la commune prévoit de modifier la gare afin de permettre la desserte par des trains du Réseau express régional vaudois, permettant ainsi un accès direct jusqu'à la gare de Lausanne, sans correspondance à la gare de Chavornay.

## Service des voyageurs

### Accueil
Cette gare Travys, anciennement OC, dispose d'un bâtiment voyageurs, avec salle d'attente ouverte tous les jours. Sur le quai, la gare est équipée d'un automate pour l'achat de titres de transports. Un guichet avec du personnel de gare est aussi disponible pour ces services.

### Desserte
La gare d'Orbe est desservie par des trains régionaux en provenance et à destination de Chavornay.

### Intermodalité
La gare est en correspondance directe avec l'arrêt de bus Orbe, gare desservie par trois lignes urbaines du réseau Urbabus : La ligne 10.691 à destination de Orbe, Plamont, la ligne 10.692 à destination de Orbe, Taborneires ainsi que la ligne 10.693 à destination de Les Granges (Orbe), gare. Elle sert également de terminus aux bus B11 (courses supplémentaires effectuées par bus dû à l'impossibilité de faire circuler plus de trains sur la ligne) et EV211, service de substitution lors d'interruption de trafic ferroviaire.
Anciennement, la gare était desservie par quatre lignes de bus de CarPostal : la ligne 680 reliant la gare d'Yverdon-les-Bains à Arnex-sur-Orbe et la ligne 683 à destination de Vaulion jusqu'en décembre 2021, la ligne 685 à destination de Vallorbe et la ligne 686 à destination de Baulmes jusqu'en décembre 2024. Elle était aussi desservie par la ligne 694 à destination de Orbe, Fleur de Lys jusqu'à sa suppression en décembre 2020.